# Cheryl Campbell
Cheryl Campbell, née le 22 mai 1949 à St Albans est une actrice britannique.

## Filmographie partielle
- 1979 : Testament of Youth (série télévisée)
- 1979 : Malice Aforethought (série télévisée)
- 1980 : Voltan le barbare de Terry Marcel (en)
- 1981 : Le Mystère des sept cadrans (téléfilm)
- 1981 : Les Chariots de feu de Hugh Hudson
- 1984 : Greystoke, la légende de Tarzan de Hugh Hudson
- 1985 : La Partie de chasse d'Alan Bridges
- 1986 : L'Affaire Protheroe, téléfilm de la série Miss Marple
- 1991 : Sherlock holmes : La disparition de lady Carfax (Saison 3 épisode 1)
- 2003-2005 : William et Mary (série télévisée)
- 2009 : Rendez-vous avec la mort, téléfilm de la série Hercule Poirot
- 2010 : Tamara Drewe de Stephen Frears
- 2015 : Doctor Foster (série télévisée)